# St Andrew’s Parish Church (Moffat)

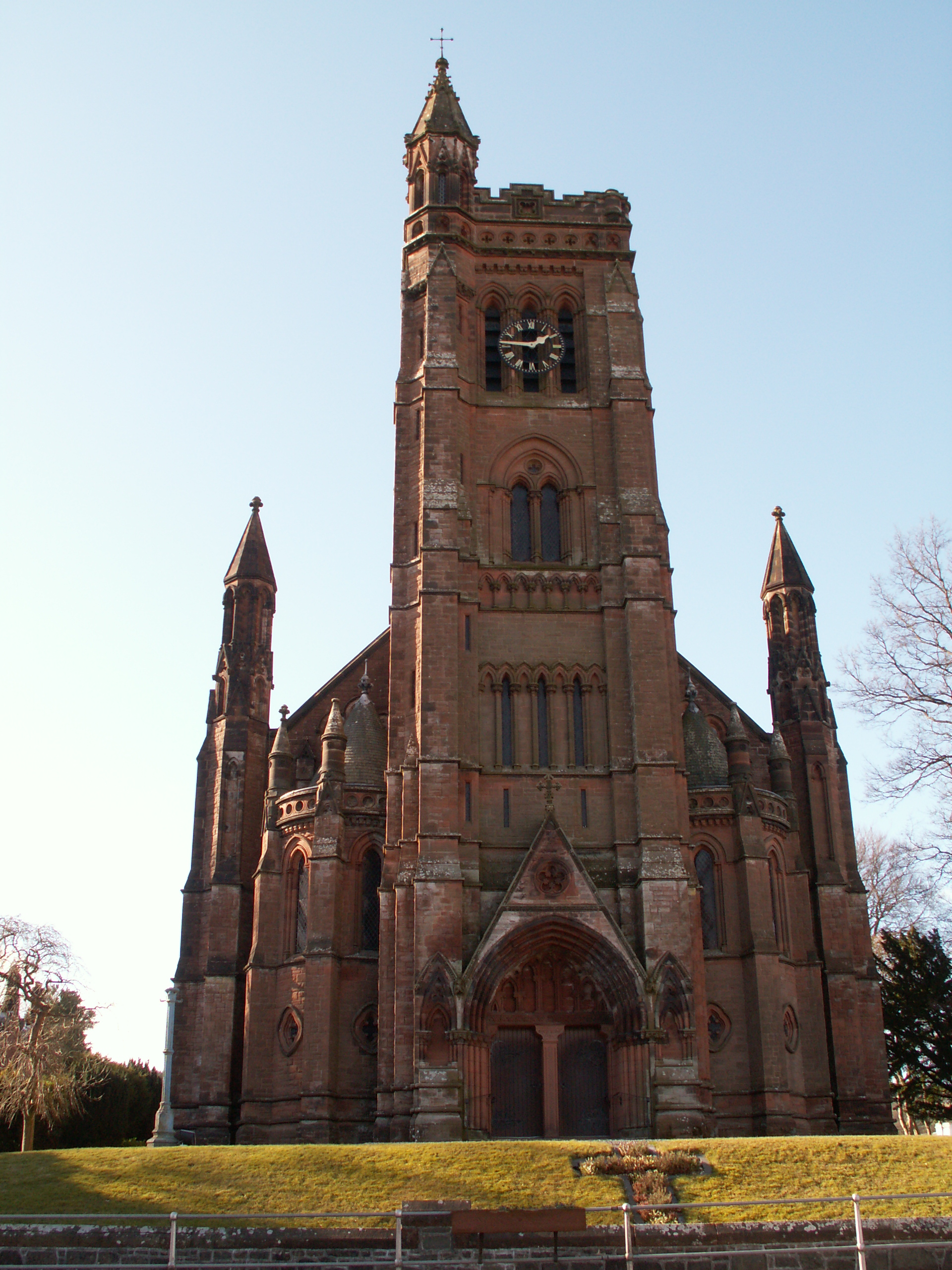
St Andrew’s Parish Church

Die St Andrew’s Parish Church ist ein Kirchengebäude der presbyterianischen Church of Scotland in der schottischen Kleinstadt Moffat in der Council Area Dumfries and Galloway. 1971 wurde das Bauwerk in die schottischen Denkmallisten in der höchsten Denkmalkategorie A aufgenommen.

## Beschreibung
Das Gebäude steht abseits der Church Gate (A701) im Zentrum von Moffat. Nahezu am selben Standort befand sich ein Vorgängerbauwerk. Das neogotische Gebäude entstand zwischen 1885 und 1887 nach einem Entwurf des schottischen Architekten John Starforth. Ein älterer Entwurf von Frederick Thomas Pilkington aus dem Jahre 1882 wurde nicht ausgeführt.
Das Mauerwerk besteht aus rotem Sandstein, der zu ungleichen Quadern behauen wurde. An der Ostseite ist der Kirche ein dreistöckiger Glockenturm vorgelagert. Der Eingangsbereich ist mit Trumeau und aufwändiger Ornamentierung im Tympanon der spitzbögigen Archivolte gestaltet. Ein Wimperg verdacht den Bereich. Gestufte Strebepfeiler an den Kanten sind bis zur abschließenden Brüstung geführt. Entlang der Fassaden sind gekuppelte Lanzettfenster angeordnet. Die abschließende Brüstung ist mit Zinnenbewehrung gestaltet. Auf der linken Kante sitzt ein oktogonales Ecktürmchen auf.
Im Innenwinkel zwischen Turm und Langhaus treten runde Treppentürme heraus. Strebepfeiler gliedern das fünf Achsen weite Langhaus vertikal. Ebenerdig sind spitzbögige Zwillingsfenster verbaut, während es an der darüberliegenden Galerie Drillingsfenster sind. Die Giebelseiten des Querhauses sind mit Drillings-Lanzettfenstern gestaltet.